# Middleburg (Pensilvania)
Middleburg es un borough ubicado en el condado de Snyder en el estado estadounidense de Pensilvania. En el año 2000 tenía una población de 1382 habitantes y una densidad poblacional de 600.9 personas por km².

## Geografía
Middleburg se encuentra ubicado en las coordenadas 40°47′17″N 77°2′36″O / 40.78806, -77.04333.

## Demografía
Según la Oficina del Censo en 2000 los ingresos medios por hogar en la localidad eran de $30,766 y los ingresos medios por familia eran $36,944. Los hombres tenían unos ingresos medios de $27,083 frente a los $22,422 para las mujeres. La renta per cápita para la localidad era de $16,660. Alrededor del 10.8% de la población estaba por debajo del umbral de pobreza.